# Vida abundante
"Vida abundante" é um termo usado para se referir aos ensinos cristãos  sobre a plenitude da vida, conforme diretamente ensinado por Jesus Cristo (Evangelho segundo João, Capítulo 10, versículo 10, parte b). Não é um movimento organizado ou uma única doutrina, mas um nome aplicado aos ensinamentos e expectativas dos grupos e pessoas que seguem os ensinamentos. Vida abundante podem incluir expectativas de prosperidade e saúde, mas também pode incluir outras formas de plenitude de vida quando confrontados com circunstâncias adversas.

## Origem
O termo "vida abundante" vem da Bíblia versículo João 10:10b, "eu vim para que tenham vida, e a tenham com abundância." "em abundância" significa ter uma superabundância de uma coisa. "Vida abundante" refere-se à vida em seu abundante plenitude de alegria e de força para a mente, o corpo e a alma. "vida Abundante" significa um contraste de sentimentos de falta, de vazio e insatisfação, e tais sentimentos podem motivar uma pessoa a buscar o sentido da vida e uma mudança em sua vida.
Vida abundante ensinamentos, que Deus é um Deus bom que quer abençoar as pessoas espiritualmente, fisicamente e economicamente, foram defendidas por Oral Roberts , nos Estados Unidos, após a II Guerra Mundial, com a sua fé cura ministério ter o máximo efeito. Esses ensinamentos veio em um momento em que muitos equiparado a pobreza com a espiritualidade, e a doença com a disciplina de Deus e a punição. Ele incluiu o termo Vida Abundante em nome de muitas partes de seus ministérios, tais como A Vida Abundante programa de televisão, a Vida Abundante revista, a Vida Abundante Grupo de Oração (ALPG), e Vida em abundância Edifício a sua sede mundial.

## Ensinamentos
Vida abundante para que uma pessoa começa com um novo nascimento, uma nova relação com Deus, novas motivações, e um novo relacionamento com a humanidade. O processo de Cristão maturidade para que a pessoa continua com a aprendizagem para viver abundantemente, sendo purificados do pecado, e aprendendo a lutar batalhas espirituais. Cristão a salvação e a maturidade não é a confiança na auto-esforços de rituais, devoção, meditação, boas obras, ascetismo, e auto-controle sobre desejos, mas por acreditar na redenção do pecado através da morte e ressurreição de Jesus Cristo (Romanos 3:24, 1 Coríntios 15:3-4). Através da fé no divino agência, o trabalho do Espírito Santo, Deus transforma uma pessoa desejos para estar mais em conformidade com a vontade de Deus (Efésios 2:8-10, Romanos 12:1-2).
Vida abundante ensina a prosperidade e saúde para o total do ser humano, incluindo o corpo, a mente, as emoções, os relacionamentos, as necessidades materiais, e a vida eterna. A Bíblia, a boa notícia (o Cristianismo), e a salvação são elementos essenciais para aqueles ensinamentos. Outros elementos são a fé, a oração, evangelismo, e a preocupação do valor humano nas áreas de espiritual, opressão, pobreza, doença, fome, injustiçae ignorância. Para que esses ensinamentos para afetar uma pessoa é plenitude de vida, é essencial para que a pessoa alinhar suas metas com as metas de Deus.
Vida abundante ensinamentos podem incluir expectativas de física e a prosperidade material e de uma boa saúde e bem-estar, mas também pode incluir outras formas de plenitude de vida, incluindo a vida eterna, quando perseguidos ou sofrimento. Para um Cristão, a plenitude da vida não é medida em termos de "diversão" e "living large", ou em termos de riqueza, prestígio, posição e poder, mas medido por uma vida plena de responsabilidade e a auto-restrição, e as recompensas e bênçãos que se acumulam ao longo da vida de agradar a Deus. De acordo com a vida abundante interpretação, a Bíblia tem promessas de riqueza, a saúde e o bem-estar, mas estas promessas são condicionais promessas. De acordo com Tiago 1:17, Deus dá apenas bom e perfeito presentes, de modo que só Deus dá dons e bênçãos que são compatíveis com o que a pessoa com as habilidades e as metas de Deus para essa pessoa. Esta interpretação levanta questões sérias e apresenta uma condenar e discriminar vista dos pobres ou deficientes Cristãos nos tempos apostólicos e ao longo da história.
A fonte da vida abundante é identificado como o Espírito de Deus em Gálatas 5:22-23, o "fruto do Espírito é: amor, alegria, paz, longanimidade, benignidade, bondade, fé, mansidão, temperança". Um Cristão é uma pessoa que tem o Espírito de Deus (Romanos 8:9) recebidos de acordo com a fórmula Bíblica (Atos 2:38). Tornar-se Cristão significa uma mudança para um modo de vida diferente, com um propósito diferente. Cumprindo essa finalidade e experimentar a vida abundante que ir juntos, como descrito por Mateus 6:33, "Mas, buscai primeiro o reino de Deus e a Sua justiça, e todas estas coisas vos serão acrescentadas."

## Termos intimamente relacionados
Estes são termos intimamente relacionados com a vida abundante ensinamentos ou estilos de vida que incluem as expectativas de prosperidade e saúde, mas que também pode incluir elementos de uma vida realizada, pela responsabilidade e autocontrole.
Palavra de Fé
Também conhecido como Word-Fé ou simplesmente a Fé, os ensinamentos básicos que são de salvação através de Jesus Cristo e o que que a salvação implica. Ele é baseado nos ensinamentos de Jesus sobre o Reino de Deus e o Reino dos Céus e o estado o homem não pode receber através da expiação e sacrifício de Jesus Cristo. Este estado de ser novo ou criação (encontrado na Bíblia versículos 2 Coríntios 5:17 e Gálatas 6:15) pode ser recebida apenas através da fé na Palavra de Deus. A Palavra da Fé interpretação deste novo estado inclui materiais e corporais de bem-estar.
Sementes Da Fé
Este é o ensinamento de que as coisas recebida pela fé inicia com uma semente. O nome "semente de fé" vem da Bíblia versículo de Mateus 17:20, "Se você tiver fé como um grão de mostarda, direis a esta montanha, 'Mover-se daqui para lá', e ele vai passar; e nada vos será impossível para você." Oral Roberts originalmente chamado este conceito de "Bênção do Pacto", que mais tarde se tornou conhecido como "Semente de Fé".
Evangelho Pleno
Um movimento que coloca a ênfase nos dons do Espírito Santo e que Deus quer que seus filhos sejam prósperos em todas as áreas de suas vidas.
O Evangelho Da Prosperidade
Também conhecido como teologia da prosperidade, doutrina da prosperidade, ou a saúde e a riqueza do evangelho, esse é um ensino centrado na expectativa de que Deus proporciona prosperidade material, para aqueles a quem ele favorece.
A saúde e a Riqueza do Evangelho
Um ensino que enfatiza a cura e a prosperidade.
Os termos Evangelho da Prosperidade e a Saúde e a Riqueza do Evangelho são usados como termos depreciativos para a Palavra da Fé ou Palavra-Fé, mas os termos não significam a mesma coisa. Existem diferenças significativas entre esses ensinamentos.
Oral Roberts lançou as bases do evangelho da prosperidade, mas seus ensinamentos sobre vida abundante e semente de fé têm diferenças importantes em relação aos professores de Fé do Movimento. Apesar de Roberts foi muitas vezes associada com a prosperidade do evangelho e a fé de movimento por causa de sua estreita doutrinária e laços pessoais com o Word-Fé professores, sua vida abundante ensinamentos não totalmente identificá-lo com o movimento.

## Termos contrastantes
Estes são outros termos relacionados aos ensinamentos ou estilos de vida que contraste com as expectativas de física e a prosperidade material, mas que podem incluir elementos de uma vida realizada, pela responsabilidade e autocontrole.
Voto de pobreza
Um dos três conselhos evangélicos ou conselhos de perfeição
Pobreza voluntária
Uma forma de auto-disciplina para que um distâncias-se das distrações de Deus
Testemunho de simplicidade
Uma vida espiritual da pessoa e caráter são mais importantes do que o valor monetário ou quantidade de bens possuídos
Ascetismo
Um estilo de vida caracterizado pela abstinência de vários tipos de prazeres mundanos
Vida simples, ou da simplicidade voluntária
Um estilo de vida caracterizado por consumir apenas o que é necessário para sustentar a vida.